# امیرآباد (بخش مرکزی نهاوند)
امیرآباد یک روستا در ایران است که در بخش مرکزی شهرستان نهاوند در استان همدان واقع شده‌است. امیرآباد ۴۳۱ نفر جمعیت دارد.

## جمعیت
این روستا در دهستان شعبان (نهاوند) قرار دارد و براساس سرشماری مرکز آمار ایران در سال ۱۳۸۵، جمعیت آن ۴۳۱ نفر (۱۱۴ خانوار) بوده‌است.